# Счёт депо
Счёт депо (от фр. dépôt) — объединённая общим признаком совокупность записей в регистрах депозитария, предназначенная для учёта ценных бумаг. На этом счёте учитываются права на ценные бумаги, принадлежащие депоненту.

## Общие положения
В соответствии с «Положением о порядке открытия и ведения депозитариями счетов депо и иных счетов», утвержденным Банком России, на счетах депо может осуществляться учёт прав на следующие ценные бумаги:
- именные ценные бумаги, размещённые российскими эмитентами (выданные юридическими лицами или гражданами Российской Федерации), учёт прав на которые в соответствии с федеральными законами может осуществляться депозитариями на счетах депо;
- ценные бумаги на предъявителя с обязательным централизованным хранением;
- иностранные финансовые инструменты, которые квалифицированы в качестве ценных бумаг[3], и права на которые в соответствии с личным законом лица, обязанного по этим финансовым инструментам, могут учитываться на счетах, открытых в организациях, осуществляющих учёт прав на ценные бумаги.

Депозитарий осуществляет ведение счетов депо и иных счетов посредством внесения и обеспечения сохранности записей по таким счетам в отношении ценных бумаг.
Учёт ценных бумаг на счетах депо и иных счетах, открываемых депозитарием, осуществляется в единицах.
Учёт иностранных финансовых инструментов, квалифицированных в качестве ценных бумаг, может осуществляться в единицах, в которых они учтены на счёте лица, действующего в интересах других лиц, открытом депозитарию.
В случае возникновения дробных ценных бумаг депозитарий осуществляет учёт дробных частей ценных бумаг. Возникновение, увеличение или уменьшение дробных частей ценных бумаг при их списании допускается только на счетах депо номинальных держателей, на счетах депо иностранных номинальных держателей, в том числе в случаях изменения количества ценных бумаг на лицевом счёте номинального держателя в реестре владельцев ценных бумаг, счёте депо номинального держателя в другом депозитарии или счёте лица, действующего в интересах других лиц, в иностранной организации, осуществляющей учёт прав на ценные бумаги.

## Виды счетов депо
Депозитарии могут открывать следующие виды счетов депо:
- счёт депо владельца — счёт в котором учитываются права на ценные бумаги, принадлежащие депонентам на праве собственности или ином вещном праве;
- счёт депо доверительного управляющего — счёт для учёта прав на ценные бумаги, находящиеся в доверительном управлении депонента (для организаций, имеющих лицензию профессионального участника рынка ценных бумаг на право осуществлять деятельность по управлению ценными бумагами);
- счёт депо номинального держателя — счет для учета прав на ценные бумаги, принадлежащие клиентам депонента (для организаций, имеющих лицензию профессионального участника рынка ценных бумаг на осуществление депозитарной деятельности);
- счёт депо иностранного номинального держателя — счет для учета прав на ценные бумаги клиентов иностранной организации (согласно перечню иностранных организаций, которым депозитарий открывает счёта депо иностранного номинального держателя, утверждённый уполномоченным органом в области финансовых рынков);
- счёт депо иностранного уполномоченного держателя;
- счёт депо депозитарных программ;
- депозитный счет депо;
- казначейский счёт депо эмитента (лица, обязанного по ценным бумагам) — счёт для учёта прав эмитента (лица, обязанного по ценным бумагам) на выпущенные (выданные) им ценные бумаги;
- торговые счёта депо[4] — счёта для учета прав на ценные бумаги, которые могут быть использованы для исполнения и (или) обеспечения исполнения обязательств, допущенных к клирингу (данные счёта открываются с указанием клиринговой организации, которая вправе давать распоряжения по таким счетам депо);
- клиринговый счёт депо[4] — для учета прав на ценные бумаги, которые могут быть использованы для исполнения и (или) обеспечения исполнения обязательств, допущенных к клирингу (только для клиринговых организаций), или переданы в имущественный пул;
- транзитный счет депо;
- счёт депо инвестиционного товарищества[5].